# Herbera del Cap
L'herbera del Cap (Sphenoeacus afer) és un ocell de la família dels macrosfènids (Macrosphenidae) i única espècie del gènere Sphenoeacus Strickland, 1841.

## Hàbitat i distribució
Habita zones amb herba, arbusts i vegetació de ribera de l'Àfrica Meridional, a l'estrem oriental de Zimbabwe, sud-oest de Moçambic i est i sud de Sud-àfrica.